# Mallaurie Noël
Mallaurie Noël (* 27. November 1994) ist eine französische Tennisspielerin.

## Karriere
Noël begann mit fünf Jahren mit dem Tennisspielen und bevorzugt Rasenplätze. Sie spielt bislang vorrangig Turniere der ITF Women’s World Tennis Tour, wo sie bislang einen Titel im Einzel gewonnen hat.

## Turniersiege

### Einzel
| Nr. | Datum        | Turnier | Kategorie   | Belag             | Finalgegnerin      | Ergebnis |
| --- | ------------ | ------- | ----------- | ----------------- | ------------------ | -------- |
| 1.  | 5. März 2017 | Mâcon   | ITF $15.000 | Hartplatz (Halle) | Ljudmila Samsonowa | 7:5, 6:2 |